# Scaptia latipalpis
Scaptia latipalpis är en tvåvingeart som först beskrevs av Macquart 1850.  Scaptia latipalpis ingår i släktet Scaptia och familjen bromsar. Inga underarter finns listade i Catalogue of Life.